# Плеєцу
Плеєцу (рум. Plăiețu) — село у повіті Прахова в Румунії. Входить до складу комуни Менечу.
Село розташоване на відстані 100 км на північ від Бухареста, 43 км на північ від Плоєшті, 46 км на південний схід від Брашова.